# Монтанье (провинция Тренто)
Монта́нье (итал. Montagne) — коммуна в Италии, расположена в провинции Тренто, в автономной области Трентино-Альто-Адидже.
Население коммуны составляет 264 человека (2008 г.), плотность населения составляет 22 чел./км². Занимает площадь 12 км². Почтовый индекс — 38070. Телефонный код — 0465.
Покровителями коммуны почитаются Пресвятая Богородица (Maria Addolorata, Binio) и святой апостол Варфоломей (Larzana), празднование 24 августа. 

## Демография
Динамика населения:

## Администрация коммуны
- Официальный сайт: